# Galina Andrejewna Balaschowa
Galina Andrejewna Balaschowa (geb. Brjuchowa; russisch Галина Андреевна Балашова; * 1931 in Kolomna) ist eine russische Architektin. Sie war beim RKK Energija für die Inneneinrichtung mehrerer sowjetischer Raumfahrzeuge verantwortlich.

## Leben
Galina Andrejewna wurde als Tochter des Försters Andrei Fjodorowitsch Brjuchow in der Moskauer Region geboren. Nach ihrem Schulabschluss studierte sie ab 1949 am Moskauer Architektur-Institut, das sie 1955 abschloss.
Im Anschluss war sie zunächst für ein Jahr in Kuibyschew (heute Samara) tätig, kehrte aber nach ihrer Hochzeit mit dem Physiker Juri Pawlowitsch Balaschow 1956 in das Moskauer Umland zurück. Dort wurde sie 1957 als Architektin beim Experimental-Konstruktionsbüro 1 (OKB-1), heute RKK Energija, angestellt, zunächst als Architektin der Wohnbauten für die mehreren tausend Angestellten des Betriebs.
Seit 1963 war sie als Innenarchitektin und Designerin für das sowjetische Raumfahrtprogramm tätig – als einzige Architektin in einem Team von Ingenieuren und Wissenschaftlern. 1964 wurde sie zur Chefingenieurin des sowjetischen bemannten Mondprogramms ernannt, dessen Mondorbiter zwar gebaut, aber nie eingesetzt wurde. Ihre Arbeit umfasste die künstlerische und funktionale Raumgestaltung ebenso wie die zweckmäßige und sichere Materialwahl, die Innenbeleuchtung, Möblierung und ihre Funktionalität in der Schwerelosigkeit, bis hin zu Toiletten und die Fixierung der schlafender Kosmonauten.
Sie entwickelte unter anderem die Interieurs für Woschod, Sojus, das Basismodul der Raumstation Mir und Buran. Cockpit und Wohnbereich der Mir wurden später mit Modifikationen für die ISS übernommen.

„Galina Balaschowa ist zugleich die einzige Frau in der Weltraumgeschichte, die mehr als drei Generationen von Raumfahrzeugen maßgeblich gestaltet hat.“

Neben den Raumschiffen selbst gestaltete sie auch Medaillen und Missionsabzeichen, darunter jenes für das Apollo-Sojus-Test-Projekt 1975.
Aufgrund der strengen Geheimhaltung des sowjetischen Raumfahrtprogramms war Balaschowas Tätigkeit über lange Zeit unbekannt. Ihre Entwürfe, die sie überwiegend als Aquarelle ausführte, konnten erst nach ihrer Pensionierung und nach der Auflösung der Sowjetunion einer breiteren Öffentlichkeit gezeigt werden.
Balaschowa ist seit 1990 pensioniert und lebt in Koroljow bei Moskau.
Das Deutsche Architekturmuseum Frankfurt am Main hat der Designerin Balaschowa 2015 eine eigene Ausstellung gewidmet. „Design für die sowjetische Raumfahrt – Die Architektin Galina Balaschowa“ vom 27. Juni bis zum 15. November 2015 zeigte ihre frühen Aquarelle, technischen Zeichnungen, von ihr entworfene Raumfahrernahrung, Kosmonautenanzüge und unterschiedliche Raumschiffmodelle. Zur Eröffnung kam die 83-Jährige nach Frankfurt.